# Karl Jordan (Zoologe)
Heinrich Ernst Karl Jordan (auch bekannt als K. J.) (* 7. Dezember 1861 in Almstedt; † 12. Januar 1959 in Tring, Hertfordshire, England) war ein deutscher und englischer Entomologe.

Karl Jordan als Student in Göttingen im Jahre 1884

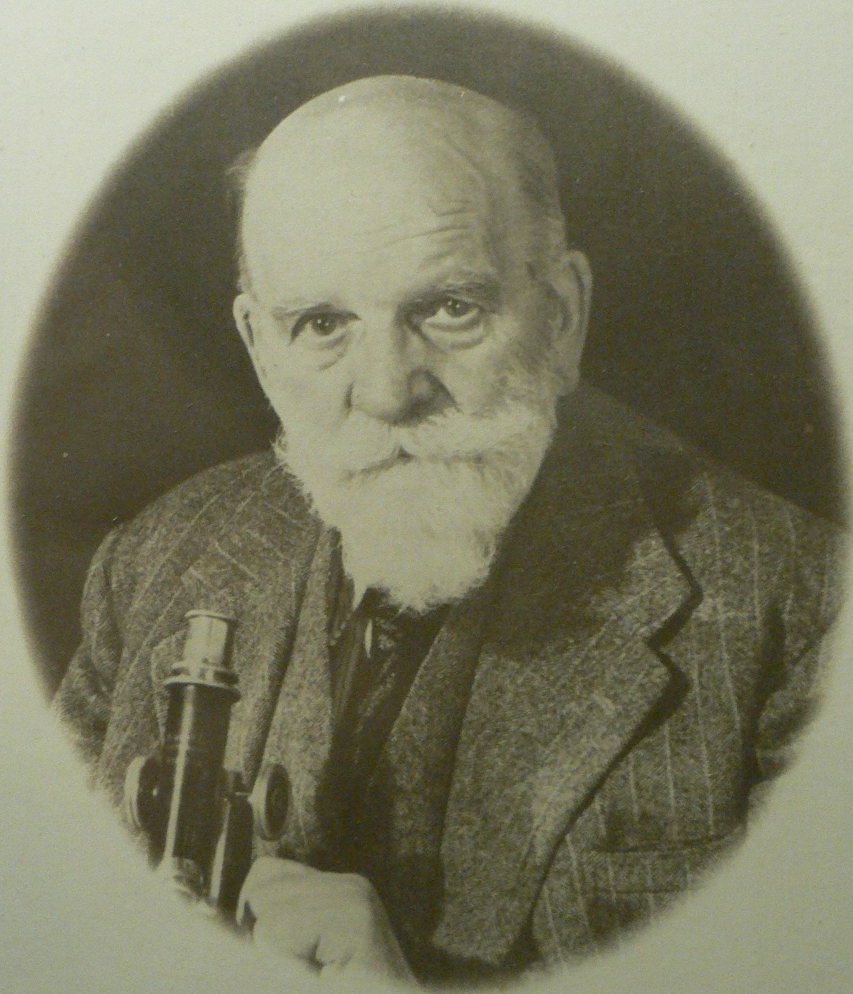
Karl Jordan

## Leben und Wirken
Jordan wurde 1861 in Almstedt bei Hildesheim im Königreich Hannover als Sohn einer Bauernfamilie geboren. Nach dem Abitur auf dem Gymnasium Andreanum in Hildesheim, welches er von 1876 bis 1882 besuchte, studierte er Botanik und Zoologie an der Georg-August-Universität in Göttingen. Dort trat er 1882 in die Verbindung und spätere Burschenschaft Holzminda ein. Nach erfolgreicher Promotion im Jahr 1886 trat er freiwillig einen einjährigen Militärdienst an, war Hilfslehrer am Progymnasium in Hann. Münden und Dozent an der Forstakademie Hann. Münden, nahm 1892 eine Lehrerstelle für Mathematik und Naturwissenschaften an der Landwirtschaftsschule in Hildesheim an und ging im Jahre 1893 auf Einladung von Ernst Hartert als Kurator an das Walter-Rothschild-Museum in Tring, wo er sich auf Käfer, Schmetterlinge und Flöhe spezialisierte und die Aufgabe erhielt, die Insektensammlung zu systematisieren. Von 1930 bis 1938 war er Direktor des Museums. Jordan hat mehr als 400 Publikationen veröffentlicht. Gemeinsam mit Charles und Walter Rothschild beschrieb er selbst 2.575 neue Arten, in Zusammenarbeit mit den Rothschilds weitere 851. Unter anderem: Arixenia esau, Sphinx maurorum, Battus polydamas antiquus.
Zusammen mit Charles Rothschild entdeckte er die Übertragung der Pest von Ratten auf Menschen durch den Rattenfloh. Er entwickelte auch ein System zur Nomenklatur von Venen und Zellen in Insektenflügeln, das Rothschild-Jordan-System, und beschrieb das heute Jordansches Organ genannte Sinnesorgan.
Jordan organisierte den ersten Internationalen Entomologischen Kongress im Jahr 1910. Auch übernahm er den Vorsitz in der Internationalen Kommission für Zoologische Nomenklatur. In beiden Organisationen wurde er später Ehrenpräsident auf Lebenszeit. Er wurde 1932 Mitglied der Royal Society und von 1929 bis 1930 Präsident der Entomologischen Gesellschaft von London. 1958 wurde er in die American Academy of Arts and Sciences gewählt.

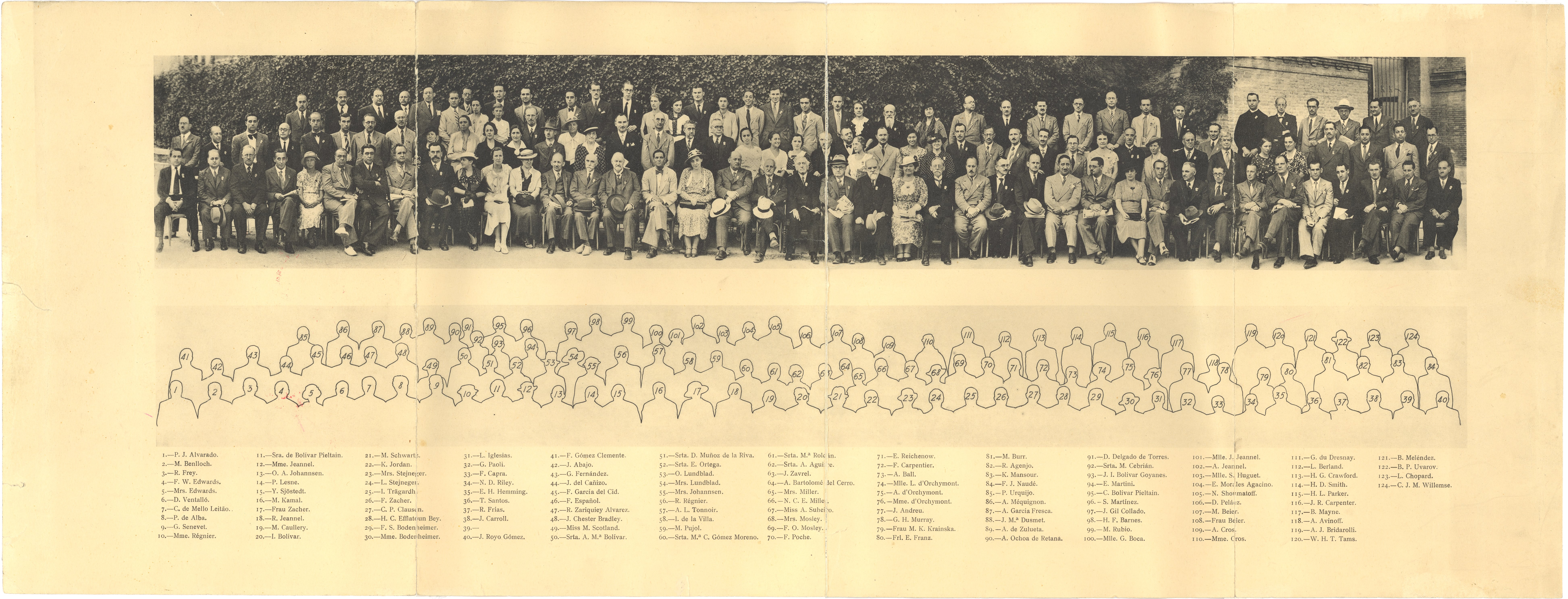
Karl Jordan (Nr. 22) auf dem 6. Internationalen Entomologie-Kongress 1935 in Madrid

Von 1894 bis 1939 war er erster und einziger Schriftleiter der Zeitschrift Novitates zoologicae. Er war auch Mitglied der Wiener Entomologischen Gesellschaft und seit 1931 korrespondierendes Mitglied im Verein für naturwissenschaftliche Heimatforschung zu Hamburg.
Ab 1911 war er naturalisierter britischer Staatsbürger. Jordan heiratete 1891 Minna Brüning, mit der er zwei Töchter bekam. Er starb im 1959 in England.

## Ehrungen
Nach Jordan wurden die Gattung Jordanita und mehrere Arten benannt:
- Adscita jordani

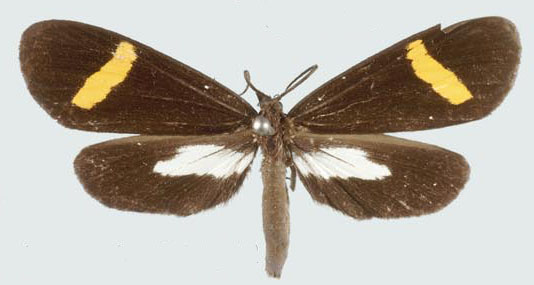
Ein nach Karl Jordan benannter Nachtfalter der Zahnspinner-Familie: Proutiella jordani

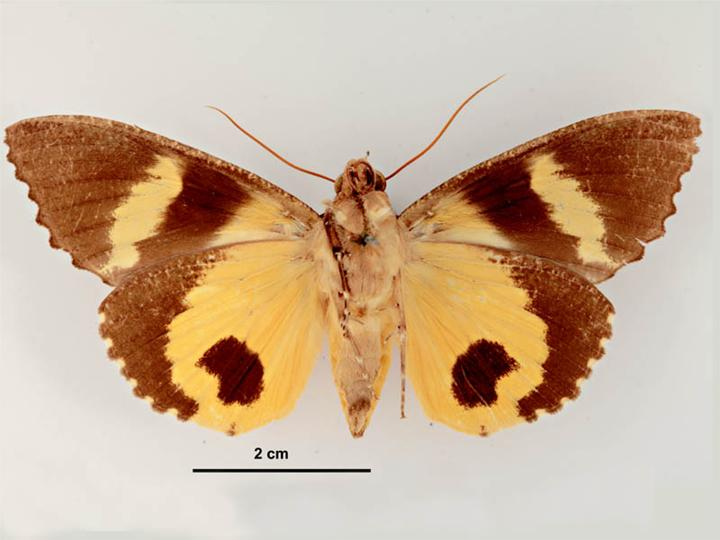
Ein nach Karl Jordan benannter Eulenfalter: Eudocima jordani

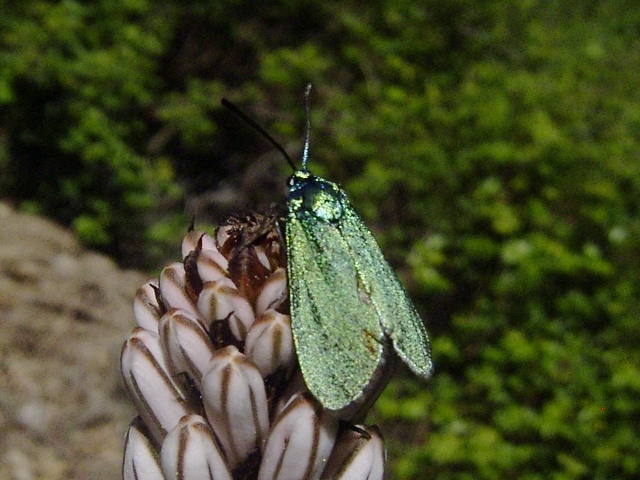
Jordanita: Eine nach Karl Jordan benannte Gattung der Widderchen

- Karusasaurus jordani (vorher in der Gattung Cordylus, eine Echse)[10]
- Corypsylla jordani[11]
- Delias jordani
- Epitedia jordani[12]
- Eudocima jordani[13]
- Leptopelis jordani[10]
- Nearctopsylla jordani[11]
- Opisthodontia jordani[14]
- Papilio jordani
- Pirgula jordani[15]
- Proutiella jordani

## Die Karl-Jordan-Medaille
Von der Lepidopterist' Society wird seit 1973 in unregelmäßigen Abständen die Karl Jordan Medal for lepidopterology (deutsch: Karl-Jordan-Medaille) verliehen. Sie ist eine der höchsten Auszeichnungen im Bereich der Entomologie.
Bisher wurde sie verliehen an:
- 1973: Henri Stempffer
- 1974: Frederick Stehr
- 1977: Donald R. Davis
- 1978: Pierre Viette
- 1979: John Frederick Gates Clarke
- 1980: Keith S. Brown, Jr.
- 1982: Jerry A. Powell
- 1983: Elwood Zimmerman
- 1984: David Francis Hardwick
- 1985: John Neville Eliot
- 1986: Frederick H. Rindge
- 1988: Niels Peder Kristensen
- 1989: Phillip R. Ackery and Richard I. Vane-Wright
- 1990: Ebbe Schmidt Nielsen
- 1995: Jeremy Daniel Holloway
- 1996: Ian Francis Bell Common
- 1997: Ronald W. Hodges
- 1999: Claude Lemaire
- 2000: Tosio Kumata
- 2002: Malcolm J. Scoble
- 2004: Eugene G. Munroe
- 2008: Gaden S. Robinson
- 2011: J. Donald Lafontaine
- 2013: James Stuart Miller
- 2015: Ted Edwards
- 2017: Philip James DeVries
- 2019: Marianne Horak

## Schriften (Auswahl)
- Die Schmetterlingsfauna Göttingens. Alfeld 1885, Dissertation.
- Die Schmetterlingsfauna Nordwest-Deutschlands, insbesondere die lepidopterologischen Verhältnisse der Umgebung von Göttingen. Jena 1886.
- Über zwei die Entomologie betreffende Nomenklaturfragen.  In: Seventh International Congress of Entomology. (Vol. 1), Berlin, herausgegeben im Mai 1939, S. 583–587. pdf